# Box-Weltcup 1979
Die 1. Boxwettkämpfe der Herren des Weltcups wurden vom 11. August bis zum 19. August 1979 in New York ausgetragen.

## Medaillengewinner
| Klasse                               | Gold                                | Silber                             | Bronze                                                     |
| Halbfliegengewicht (– 48 Kilogramm)  | Richard Sandoval Vereinigte Staaten | Kamil Safin Sowjetunion            | Gil Jamile Philippinen William Johnston Australien         |
| Fliegengewicht (– 51 Kilogramm)      | Alberto Mercado Puerto Rico         | Payao Pooltarat Thailand           | Alexey Nikiforov Sowjetunion Francis Musankabala Sambia    |
| Bantamgewicht (– 54 Kilogramm)       | Jackie Beard Vereinigte Staaten     | Chul Soon-hwang Südkorea           | Luis Pizarro Puerto Rico Richard Pittman Cookinseln        |
| Federgewicht (– 57 Kilogramm)        | Bernard Taylor Vereinigte Staaten   | Wiktor Rybakow Sowjetunion         | Viroj Srivapa Thailand Kim Byung-jin Südkorea              |
| Leichtgewicht (– 60 Kilogramm)       | Wiktor Demjanenko Sowjetunion       | Davey Armstrong Vereinigte Staaten | René Weller BR Deutschland Michael Dominguez Puerto Rico   |
| Halbweltergewicht (– 63,5 Kilogramm) | Serik Qonaqbajew Sowjetunion        | Lemuel Steeples Vereinigte Staaten | Azumah Nelson Ghana Pedro Cruz Puerto Rico                 |
| Weltergewicht (– 67 Kilogramm)       | Eddie Green Vereinigte Staaten      | Alexander Koschkin Sowjetunion     | Ra Kyung-min Südkorea David Hall Australien                |
| Halbmittelgewicht (– 71 Kilogramm)   | James Shuler Vereinigte Staaten     | Park Il-chun Südkorea              | Chamsat Dschabrailow Sowjetunion Somkid Sangtab Thailand   |
| Mittelgewicht (– 75 Kilogramm)       | Vladimir Shin Sowjetunion           | Park Young-kyu Südkorea            | Alex Ramos Vereinigte Staaten Andrew Stankovich Neuseeland |
| Halbschwergewicht (– 81 Kilogramm)   | Tony Tucker Vereinigte Staaten      | Albert Nikolyan Sowjetunion        | Dennis Jackson Puerto Rico Kurt Seiler BR Deutschland      |
| Schwergewicht (+ 81 Kilogramm)       | Tony Tubbs Vereinigte Staaten       | Choren Indschjan Sowjetunion       | Luc Tchoula Gabun Joseph Adamah Mensah Ghana               |

## Medaillenspiegel
| Rang | Land               | Gold | Silber | Bronze | Gesamt |
| ---- | ------------------ | ---- | ------ | ------ | ------ |
| 1    | Vereinigte Staaten | 7    | 2      | 1      | 10     |
| 2    | Sowjetunion        | 3    | 5      | 2      | 10     |
| 3    | Puerto Rico        | 1    | 1      | 4      | 6      |
| 4    | Südkorea           | 0    | 3      | 2      | 5      |
| 5    | Thailand           | 1    | 2      | 0      | 3      |
| 6    | Australien         | 0    | 0      | 2      | 2      |
| 6    | BR Deutschland     | 0    | 0      | 2      | 2      |
| 6    | Ghana              | 0    | 0      | 2      | 2      |
| 9    | Philippinen        | 0    | 0      | 1      | 1      |
| 9    | Cookinseln         | 0    | 0      | 1      | 1      |
| 9    | Gabun              | 0    | 0      | 1      | 1      |
| 9    | Sambia             | 0    | 0      | 1      | 1      |
| 9    | Neuseeland         | 0    | 0      | 1      | 1      |
|      | Gesamt             | 12   | 13     | 20     | 45     |